# Ủy ban Helsinki về Nhân quyền ở Serbia
Ủy ban Helsinki về Nhân quyền ở Serbia (Helsinski odbor za ljudska prava u Srbiji) là một tổ chức phi lợi nhuận, tự nguyện tranh đấu cho nhân quyền và là một trong Các ủy ban Helsinki về Nhân quyền quốc gia. Ủy ban Helsinki về Nhân quyền ở Serbia được thành lập trong tháng 9 năm 1994.
Ủy ban này đã thẳng thắn chống lại chủ nghĩa phát xít ở Serbia và vai trò của Serbia trong vùng.  Trong bản tuyên bố về nhiệm vụ của mình, Ủy ban mô tả là gần như "khác biệt với nhiệm vụ của các tổ chức nhân quyền khác", trong đó Ủy ban "xem xét tình trạng nhân quyền ở Serbia với bối cảnh kinh tế xã hội và chính trị của toàn bộ đất nước" và "cũng đưa ra các khuyến cáo liên quan" cho các chính sách.

## Các thành viên nổi tiếng
- Sonja Biserko